# Luigi Cortesi
Luigi Cortesi (Bergame, 31 janvier 1929 – Rome, 2 septembre 2009) est un historien italien qui s'est surtout intéressé à l'histoire du socialisme, du communisme et du mouvement ouvrier, en particulier en référence avec la naissance du parti socialiste italien et du parti communiste italien. Il s'est aussi engagé pour les mouvements pour la paix et pour l'écologie et a produit d'importantes réflexsions sur la prospective de la société contemporaine. 

## Biographie
Luigi Cortesi participe très jeune à la résistance dans les derniers mois de la Libération de l'Italie. Dans la période d'après-guerre, il a commencé sa carrière en tant qu'érudit du mouvement ouvrier et en tant que militant, quoique peu orthodoxe, du parti communiste italien. Il collabore à Milan avec d'autres historiens, comme Franco Della Peruta, Stefano Merli et Giuliano Procacci auprès de l'institut Giangiacomo Feltrinelli, devenant en outre directeur de la bibliothèque. Il devient aussi successivement directeur de la Rivista storica del socialismo,. En 1988, il fonde et dirige la revue Giano. Pace ambiente problemi globali. Il est professeur ordinaire d'histoire contemporaine à l'institut universitaire L'Orientale de Naples.
Son dernier livre auquel il a travaillé encore peu avant sa mort est Storia del comunismo. Da Utopia al termidoro sovietico [Histoire du communisme. De l'utopie au thermidor soviétique], travail qui « atteint l'aboutissement d'une expérience humaine et intellectuelle dans laquelle le marxisme a été à la fois l'objet de la réflexion théorique et le moteur de l'action politique ».

## Œuvres principales
- La costituzione del Partito socialista italiano, Milano, Edizioni Avanti!, 1961, p. 314 (2e ed. 1962).
- Il socialismo italiano tra riforme e rivoluzione. Dibattiti congressuali del Psi 1892/1921, Bari, Editori Laterza, 1969, p. 973.
- La rivoluzione leninista, Bari, De Donato, 1970, p. 148.
- Ivanoe Bonomi e la socialdemocrazia italiana. Profilo biografico, Salerno, Libreria Internazionale Editrice, 1971, p. 147.
- Le origini del Partito Comunista Italiano. Il PSI dalla guerra di Libia alla scissione di Livorno, Editori Laterza, 1972, p. 466 (2e ed. Le origini del PCI. Studi e interventi sulla storia del comunismo in Italia, Milano, Franco Angeli, 1999, p. 439.)
- Mussolini e il fascismo alla vigilia del crollo. Il testo integrale inedito del discorso del bagnasciuga (24 giugno 1943), Quaderni di Cooperazione e società, Roma, Editrice cooperativa, 1975, p. 40.
- Storia e catastrofe. Considerazioni sul rischio nucleare, Napoli, Liguori, 1984, p. 272 (2e ed. Storia e catastrofe. Sul sistema globale di sterminio. Prefazione di Edoarda Masi, Roma, ManifestoLibri, 2004, p. 375).
- Le armi della critica. Guerra e rivoluzione pacifista, Napoli, CUEN, 1991, p. 223.
- Le ragioni del comunismo. Scritti e interventi per la Rifondazione. Prefazione di Armando Cossutta, Milano, Teti Editore, 1991, p. 142.
- Il comunismo inedito. Lenin e il problema dello Stato, Milano, Edizioni Punto Rosso, 1995, p. 83.
- Una crisi di civiltà. Cronache di fine secolo. Dal "socialismo reale" alla guerra in Jugoslavia, Napoli, Edizioni Scientifiche Italiane, 1999, p. 176.
- La Cultura storica e la sfida dei rischi globali, "Giano. Pace ambiente problemi globali", supplemento al n. 40 (gennaio-aprile 2002), Roma, Odradek, 2002, p. 44.
- Nascita di una democrazia. Guerra, fascismo, resistenza e oltre, Roma, Manifestolibri, 2004, p. 510.
- L'umanità al bivio. Il pianeta a rischio e l'avvenire dell'uomo, Roma, Odradek, 2006, p. 173.
- Storia del comunismo. Da Utopia al termidoro sovietico, Roma, Manifestolibri, 2010, p. 816,  (ISBN 9788872855799).

## Éditions
- Turati giovane. Scapigliatura, positivismo, marxismo, a cura di Luigi Cortesi, Milano, Edizioni Avanti!, 1962, p. 3440
- La Campania dal fascismo alla Repubblica: società, politica, cultura (a cura di, con Giovanna Percopo, Sergio Riccio, Patrizia Salvetti), Voll. 2, Napoli, ESI, 1977.
- Guerra e Pace nel mondo contemporaneo (a cura di), Napoli, IUO, Dipartimento di Filosofia e Politica, Quaderno 1, 1985, p. 341.
- Democrazia, rischio nucleare, movimenti per la pace (a cura di), Napoli, Quaderni del dipartimento di Filosofia e Politica dell'Istituto Universitario Orientale, Liguori Editore, 1989, p. 355.
- Aa. Vv. Amadeo Bordiga nella storia del comunismo (a cura di), Edizioni Scientifiche Italiane, 1999
- 1945: Hiroshima in Italia. Testimonianze di scienziati e intellettuali (a cura di), Napoli, I Quaderni di Giano (IV), CUEN, 1995, p. 91.
- Il socialismo e la storia. Studi per Stefano Merli (a cura di, con Andrea Panaccione), FrancoAngeli, Milano, 1998, p. 335.
- Sebastiano Timpanaro, Il Verde e il Rosso. Scritti militanti, 1966-2000 (a cura di), Roma Azimuth, Odradek, 2001, p. 254.